# Ghiacciaio Wells
Il ghiacciaio Wells (in inglese Wells Glacier) è un ghiacciaio lungo circa 16 km situato sulla costa di Lassiter, nella parte sud-orientale della Terra di Palmer, in Antartide. Il ghiacciaio, il cui punto più alto si trova a circa 725 m s.l.m., è situato in particolare a ovest di capo Brooks e da qui fluisce in direzione nord fino ad entrare nell'insenatura New Bedford.

## Storia
Il ghiacciaio Wells è stato mappato grazie a ricognizioni terrestri dello United States Geological Survey e a fotografie aeree scattate dalla marina militare statunitense tra il 1961 e il 1967; in seguito è stato così battezzato dal Comitato consultivo dei nomi antartici in onore di James T. Wells, magazziniere della divisione invernale di stanza alla base Amundsen-Scott nell'inverno 1967.